# PEBP4
PEBP4 (англ. Phosphatidylethanolamine binding protein 4) – білок, який кодується однойменним геном, розташованим у людей на 8-й хромосомі. Довжина поліпептидного ланцюга білка становить 227 амінокислот, а молекулярна маса — 25 733.
| 10         |  | 20         |  | 30         |  | 40         |  | 50         |
| ---------- |  | ---------- |  | ---------- |  | ---------- |  | ---------- |
| MGWTMRLVTA |  | ALLLGLMMVV |  | TGDEDENSPC |  | AHEALLDEDT |  | LFCQGLEVFY |
| PELGNIGCKV |  | VPDCNNYRQK |  | ITSWMEPIVK |  | FPGAVDGATY |  | ILVMVDPDAP |
| SRAEPRQRFW |  | RHWLVTDIKG |  | ADLKKGKIQG |  | QELSAYQAPS |  | PPAHSGFHRY |
| QFFVYLQEGK |  | VISLLPKENK |  | TRGSWKMDRF |  | LNRFHLGEPE |  | ASTQFMTQNY |
| QDSPTLQAPR |  | ERASEPKHKN |  | QAEIAAC    |  |            |  |            |

A: Аланін

C: Цистеїн

D: Аспарагінова кислота

E: Глутамінова кислота

F: Фенілаланін

G: Гліцин

H: Гістидин

I: Ізолейцин

K: Лізин

L: Лейцин

M: Метіонін

N: Аспарагін

P: Пролін

Q: Глутамін

R: Аргінін

S: Серин

T: Треонін

V: Валін

W: Триптофан

Локалізований у лізосомі.